# Copernicus
Copernicus je vesoljski opazovalni program Evropske unije, ki ga prek Agencije Evropske unije za vesoljski program v partnerstvu z Evropsko vesoljsko agencijo (ESA) koordinira in upravlja Evropska komisija.
Namenjen je doseganju globalne, neprekinjene, avtonomne, visokokakovostne, širokospektralne zmogljivosti opazovanja Zemlje. Zagotavlja natančne, točne in zlahka dostopne informacije, ki med drugim  omogočajo izboljševanje upravljanja okolja, razumevanje in prilagajanje podnebnim spremembam ter zagotavljanje varnosti državljanov.
Namenjen je uporabi ogromne količine globalnih podatkov satelitskih ter kopenskih, zračnih in morskih merilnih sistemov za zagotavljanje pravočasnih in kakovostnih informacij, storitev in znanja ter avtonomnega in neodvisnega dostopa do informacij na področjih okolja in varnosti na globalni ravni, da bi lahko ponudniki storitev, javni organi in druge mednarodne organizacije izboljševali življenje državljanov Evrope. Z drugimi besedami, združuje vse informacije, pridobljene z okoljskimi satelitskimi, zračnimi in kopenskimi postajami in senzorji za zagotavljanje celovite slike »zdravja« Zemlje.
Ena od koristi programa Copernicus je, da so podatki in informacije, ustvarjeni v okviru programa Copernicus, brezplačno  na voljo vsem uporabnikom in javnosti, kar omogoča razvoj uporabniških storitev.
Storitve, ki jih ponuja program Copernicus, pokrivajo šest glavnih medsebojno se povezujočih tem: atmosfera, morje, kopno, podnebje, nujna stanja in varnost.
Copernicus sestavljajo tri komponente:
- Vesoljska komponenta (opazovalni sateliti in povezani kopenski segment z misijami, ki opazujejo kopenske, atmosferske in oceanografske parametre). To obsega dve vrsti satelitskih misij, pet družin namenskih vesoljskih misij Sentinel agencije ESA in misije drugih vesoljskih agencij, imenovane prispevajoče misije;
- Upravljanje in situ (omrežja, ki zbirajo kopenske in zračne podatke in zagotavljajo informacije o oceanih, celinskem površju in atmosferi);
- Storitve, ki jih program Copernicus razvija in upravlja ter zagotavlja svojim uporabnikom in širši javnosti.

Program je poimenovan po latinskem imenu znanstvenika in opazovalca Nikolaja Kopernika. Kopernikova teorija heliocentričnega vesolja je k sodobni znanosti doprinesla pionirski dosežek.
Stroški v letih od 1998 do 2020 so ocenjeni na 6,7 milijarde EUR, pri čemer je bilo približno 4,3 milijarde EUR porabljenih v obdobju od 2014 do 2020. Stroške sta si razdelili EU (67 %) in ESA (3 %), podatki pa naj bi h gospodarstvu EU do leta 2030 doprinesli 30 milijard EUR. Agencija ESA kot glavni partner je opravila večji del načrtovanja ter nadzoruje in sofinancira razvoj misij Sentinel 1, 2, 3, 4, 5 in 6, pri čemer vsaka misija Sentinel obsega vsaj 2 satelita, nekatere, na primer Sentinel 1, pa 4 satelite. Zagotovile bodo tudi instrumente za vremenske satelite Meteosat tretje generacije in vremenske satelite MetOp-SG organizacije EUMETSAT, pri čemer bosta ESA in EUMETSAT koordinirala tudi posredovanje podatkov več kot 30 satelitov, ki tvorijo prispevajoče satelitske misije programa Copernicus.